# 中央カラハリ動物保護区

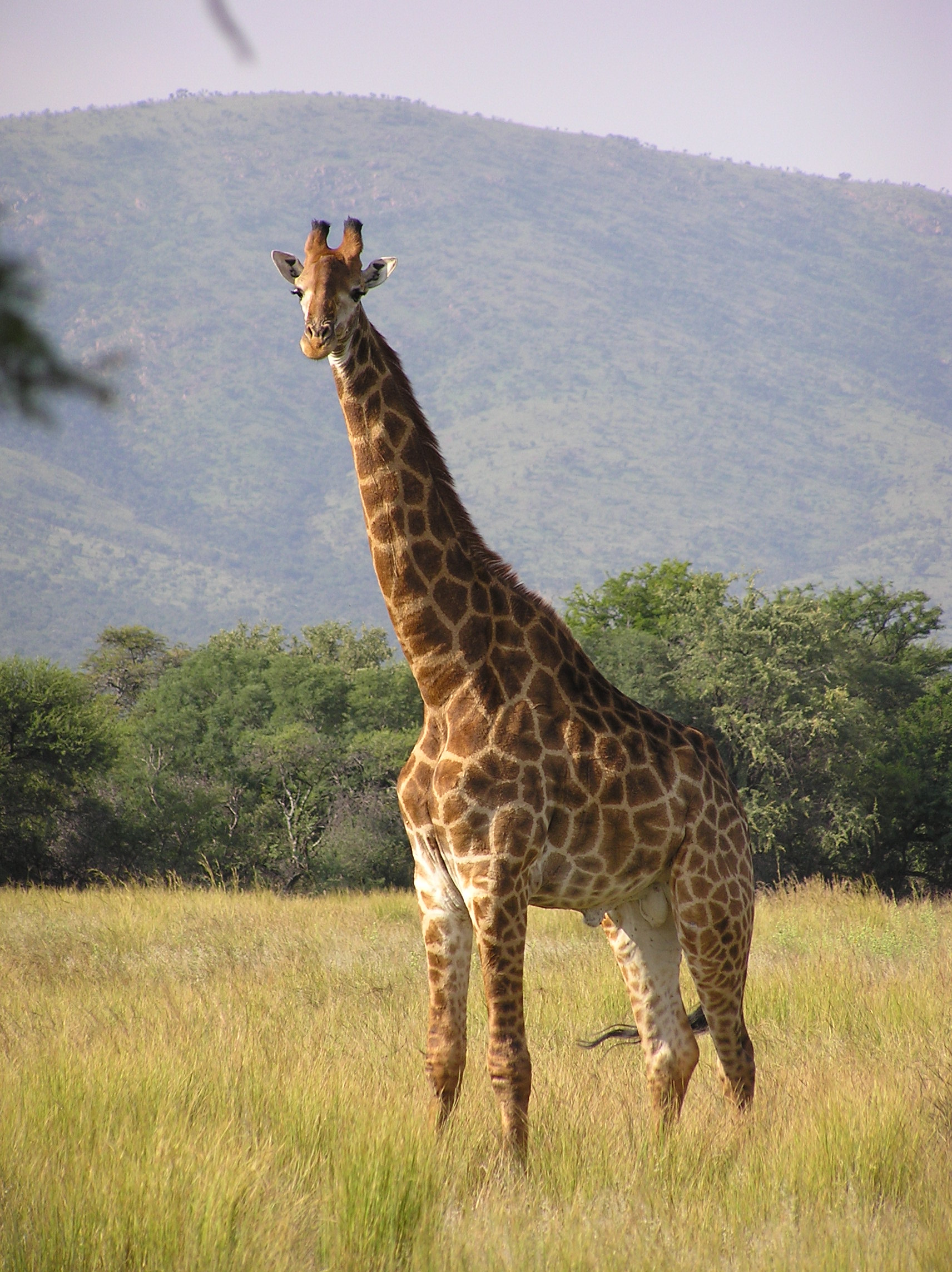
セントラルカラハリ動物保護区のキリン

中央カラハリ動物保護区（英語:Central Kalahari Game Reserve、ツワナ語:Lefelo la diphologolo la Central Kalahari）は、ボツワナ中心部ハンツィ地区東部・カラハリ砂漠東部にある保護区である。1961年に設立され、52800km²の面積を持ち、世界で第2位の規模の動物保護区となっている。
この動物保護区には、キリン、カッショクハイエナ、ワートホグ、チーター、リカオン、ヒョウ、ライオン、オリックス、エランド、オグロヌー、クーズー、レッドハーテビースト（en:Red Hartebeest）などの野生動物が生息していることが知られている。
中央カラハリ動物保護区は、土地の大半が平地であり、低木や草に覆われたエリアのほか、大樹の茂るエリアがある。川渓谷の多くは、天然塩田による化石となっている。このうちの4本は、約16,000年前に形成され始めたと考えられているデセプションバレーを含む保護区内を蛇行して存在している。
サン人たちは数千年前から、狩猟・遊牧民族としてこの地で生活していたことが知られている。また、17世紀頃からツワナ系のカラハリ人が移住してきて定住し始めた。しかし、1990年代中ごろにボツワナ政府は、保護区への観光客による収入が増加していたにもかかわらず、財政上の枯渇を主張して、カラハリ人、サン人を保護区から移住させようとした。1997年にはサン人のうちの4分の3が保護区から追い出され、2005年10月には残りの約250人も、園外の再定住キャンプに強制移住させた。しかし2006年に、ボツワナの裁判所が追い立ては違法であると宣言したことで、法的根拠を得たサン人らは保護区へと戻っていった。
2008年9月中旬に大規模な山火事が起こり、動物保護区の大部分が被災した。なお、現在のところ出火の原因は分かっていない。